# مال‌خلف
ماراتوک (ارمنی: Մարատուկ) یا مال‌خلف (ترکی آذربایجانی: Malxələf) یک منطقهٔ مسکونی در جمهوری آرتساخ است که در استان کاشاتاق واقع شده‌است.